# Port lotniczy Salisbury-Ocean City Wicomico
Port lotniczy Salisbury-Ocean City Wicomico – regionalny port lotniczy położony w Salisbury, w stanie Maryland, w Stanach Zjednoczonych.